# Павел Креста
Павел Креста (итал. Paolo della Croce, настоящее имя Паоло Франческо Данеи, болг. Paolo Francesco Danei; 3 января 1694[…], Овада, Пьемонт — 18 октября 1775[…], Рим) — святой Римско-Католической Церкви, священник, монах, мистик, основатель католического монашеского ордена пассионистов.

## Биография
Родился в богатой семье торговца. В возрасте 19 лет испытал духовное обращение, прочитав «Трактат любви к Богу» святого Франциска Сальского.
В 1714 году римский папа Бенедикт XIII призвал добровольцев вступать в венецианскую армию, чтобы воевать с турками. Павел отправился в Венецию, чтобы там вступить на военную службу. Через год он понял, что военная служба ему не подходит. В это время он увлекается кармелитской духовностью. Находясь под влиянием священников из монашеского ордена кармелитов, он уделяет большое внимание своей духовной жизни, проводя следующие пять лет в постоянной молитве и строгой аскезе.
В возрасте 26 лет он испытывает духовные видения: ему является Дева Мария, которая дала ему чёрное одеяние с вышитым на нём белым крестом и сказала, что он должен основать новую монашескую конгрегацию, члены которой оплакивали бы Страсти Иисуса Христа. После этих видений Павел Креста начинает просить местного епископа благословить его основать новую монашескую общину. Он пишет Устав для этой общины, члены которой жили бы в бедности и одиночестве, размышляя о Страстях Господних. Первым его сподвижником в организации новой монашеской общины стал его собственный брат Иоанн Баттисто.
7 июня 1727 года римский папа Бенедикт XIII благословил Павла Креста на духовную деятельность, после чего братья начинают проповедовать, странствуя по всей Италии. Их рвение и стремление жить в бедности привлекло к ним множество желающих вступить в их новую монашескую общину.
Первый монастырь под руководством Павла Креста был основан в 1737 году в Монте-Арджентарио. Через некоторое время Павел Креста был рукоположён в сан священника и получил право принимать желающих в основанный им монастырь. В это время община монахов уже насчитывала девять человек. Духовность пассионистов, согласно Павлу Креста, должна была состоять из двух элементов: строгой аскезы и проповеди о Кресте Господнем. Монахи ходили по окрестным селениям, рассказывая жителям о Страстях Иисуса Христа. Также Павел Креста вёл активную переписку: сохранилось более чем две тысячи его писем, в которых раскрывается его духовная, глубоко мистическая жизнь.
В 1769 году римский папа утвердил Устав новой монашеской конгрегации, которая стала носить название пассионисты (от лат. passio — страдаю).
Павел Креста умер 18 октября 1775 года. Незадолго до своей смерти он также основал женскую ветвь пассионистов. Похоронен в центральном храме конгрегации — римской базилике Санти-Джованни-э-Паоло.

## Прославление
- 1 октября 1852 года Римско-католическая церковь причислила Павла Креста к лику блаженных
- 29 июня 1867 года римский папа Пий IX причислил его к лику святых.

День памяти святого Павла Креста — 19 октября (по Общему римскому календарю 1869—1969 гг. — 28 апреля).